# Аљбуљена Хаџију
Аљбуљена Хаџију (алб. Albulena Haxhiu; Приштина, 11. мај 1987) албанска је политичарка и новинарка са Косова и Метохије. Актуелна је министарка правде Републике Косово, те чланица Самоопредељења.
Студирала је право и финансије на Универзитету у Приштини. Удата је и има троје деце. Унука је политичког активисте Ахмета Хаџијуа.